# Caccia ai violenti
Caccia ai violenti è un film del 1968, diretto da Nino Scolaro e tratto da un racconto di Eduardo Manzanos Brochero.